# IL33
IL33 (англ. Interleukin 33) – білок, який кодується однойменним геном, розташованим у людей на короткому плечі 9-ї хромосоми. Довжина поліпептидного ланцюга білка становить 270 амінокислот, а молекулярна маса — 30 759.
| 10         |  | 20         |  | 30         |  | 40         |  | 50         |
| ---------- |  | ---------- |  | ---------- |  | ---------- |  | ---------- |
| MKPKMKYSTN |  | KISTAKWKNT |  | ASKALCFKLG |  | KSQQKAKEVC |  | PMYFMKLRSG |
| LMIKKEACYF |  | RRETTKRPSL |  | KTGRKHKRHL |  | VLAACQQQST |  | VECFAFGISG |
| VQKYTRALHD |  | SSITGISPIT |  | EYLASLSTYN |  | DQSITFALED |  | ESYEIYVEDL |
| KKDEKKDKVL |  | LSYYESQHPS |  | NESGDGVDGK |  | MLMVTLSPTK |  | DFWLHANNKE |
| HSVELHKCEK |  | PLPDQAFFVL |  | HNMHSNCVSF |  | ECKTDPGVFI |  | GVKDNHLALI |
| KVDSSENLCT |  | ENILFKLSET |  |            |  |            |  |            |

A: Аланін

C: Цистеїн

D: Аспарагінова кислота

E: Глутамінова кислота

F: Фенілаланін

G: Гліцин

H: Гістидин

I: Ізолейцин

K: Лізин

L: Лейцин

M: Метіонін

N: Аспарагін

P: Пролін

Q: Глутамін

R: Аргінін

S: Серин

T: Треонін

V: Валін

W: Триптофан

Кодований геном білок за функцією належить до цитокінів. 
Задіяний у таких біологічних процесах, як транскрипція, альтернативний сплайсинг. 
Локалізований у ядрі, хромосомах, цитоплазматичних везикулах.
Також секретований назовні.